# Polyrhachis inclusa
Polyrhachis inclusa är en myrart som beskrevs av Hugo Viehmeyer 1912. Polyrhachis inclusa ingår i släktet Polyrhachis och familjen myror. Inga underarter finns listade i Catalogue of Life.